# Christian Paureilhe
Christian Paureilhe (París, 1 de setembre de 1947) és un director de cinema, guionista i productor francès.

## Biografia
La seva carrera va començar el 1965: primer va treballar com a ajudant de direcció en pràctiques o adjunt de muntatge en pràctiques, després a la televisió com a redactor en cap i director artístic de la sèrie Histoire et tendances du dessin animé.
Als 21 anys, va fer el seu primer llargmetratge, una pel·lícula experimental amb l'ajuda del GREC.
Va produir la majoria de les seves pel·lícules, incloent molts documentals per a televisió, amb les companyies CP Production i després Nord/Sud Productions que va crear el 1994.

## Filmografia

### Curtmetratges
- 1972 : Fil à fil
- 1975 : Caméra et Caméra 2
- 1981 : Chaz-chase
- 1982 : Aujourd'hui c'est la fête

### Llargmetratges
- 1969 : La Plaine du Vivivouioui
- 1973 : Allégorie
- 1979 : Démons de midi

## Distincions
- 1976 : Premi Jean-Vigo per Caméra
- 1977 : Selecció de Carrara al Festival Internacional de Cinema de Canes[2] (pel·lícula de 52 min emesa a Antenne 2 el 2 de juny de 1977)